# Парламент Молдовы
Парламент Республики Молдова (рум. Parlamentul Republicii Moldova), до 23 мая 1991 — Верховный Совет Молдавской ССР (молд. Советул Супрем ал РСС Молдовенешть) — высший представительный и законодательный орган Республики Молдова. Состоит из 101 депутата, избирается сроком на четыре года.

## История
Первые парламентские выборы в современной Молдавии состоялись в апреле 1990 года. Тогда это был ещё Верховный совет Молдавской ССР, который 23 мая 1991 года был переименован в Парламент Республики Молдова. 83% депутатов являлись членами компартии Молдавии. Часть их входила в Народный фронт Молдовы. Итого члены Народного фронта обладали 25 % мандатов.
Осенью 1993 года Аграрно-демократическая партия Молдовы, Движение за равноправие «Унитате-Единство» и формировавшаяся в то время Социалистическая партия Молдовы начали выступления за досрочный роспуск парламента. Фракциями «Согласие» и «Сельская жизнь» были собраны 176 депутатских подписей за роспуск. Следующие выборы были назначены на 27 февраля 1994 года. 56 мандатов получила Аграрно-демократическая партия, 28 — блок Социалистическая партия — «Единство», сторонники объединения с Румынией получили всего 20 мест. Председателем стал Пётр Лучинский.
Следующие выборы прошли 22 марта 1998 года. На них победу одержала ПКРМ, получив 40 мандатов.
После досрочных выборов 25 февраля 2001 года места в парламенте были распределены следующим образом: ПКРМ — 71 мандат, Предвыборный блок «Альянс Брагиша» — 19 мандатов, ХДНП — 11 мандатов. Председателем парламента стала Евгения Остапчук.
6 марта 2005 года прошли очередные выборы в молдавский парламент. В Республике Молдова и за её пределами были открыты 1970 избирательных участков, относящихся к 37 избирательным округам второго уровня. В предвыборной кампании участвовали 23 претендента: 2 избирательных блока, 9 партий или общественно-политических движений и 12 независимых кандидатов. Впервые был установлен 6% избирательный ценз для политических партий, 9 % — для избирательного блока, состоящего из двух формирований, и 12 % — для избирательного блока, включающего три и более формирования. Для независимых кандидатов остался избирательный ценз в 3 %. В голосовании приняли участие 64,84 % избирателей, включённых в избирательные списки. ПКРМ набрала 45,98 % голосов (56 мандатов), блок «Демократическая Молдова» — 28,53 % (34 мандата), ХДНП — 9,07 % (11 мандатов).
Следующие выборы прошли 5 апреля 2009 года. На них победу одержала ПКРМ, получив 49,48 % голосов и 60 мандатов. Также в парламент прошли три оппозиционные партии: ЛП — 13,13 % голосов и 15 мандатов, ЛДПМ — 12,43 % голосов и 15 мандатов и АНМ — 9,77 % и 11 мандатов.
Результаты выборов спровоцировали массовые беспорядки в столице Республики Молдова (Кишинёв).
После досрочных выборов 29 июля 2009 года места в парламенте были распределены следующим образом: ПКРМ — 48 мандатов, ЛДПМ — 18 мандатов, ЛП — 15 мандатов, ДПМ — 13 мандатов и АНМ — 7 мандатов. Председателем парламента был избран Михай Гимпу. 11 сентября 2009 года президент Республики Молдова Владимир Воронин подал в отставку, и.о президента стал председатель парламента Михай Гимпу.
Так как парламенту, в очередной раз, не удалось избрать президента, 28 сентября 2010 года и.о. Президента Республики Молдова Михай Гимпу распустил Парламент 18-го созыва. Досрочные парламентские выборы были назначены на 28 ноября 2010 года. По их результатам в парламент Республики Молдова прошли четыре партии: ПКРМ — 39,34 % и 42 мандата, ЛДПМ — 29,42 % и 32 мандата, ДПМ — 12,70 % и 15 мандатов и ЛП — 9,96 % и 12 мандатов. Председателем парламента был избран Мариан Лупу
25 апреля 2013 года председатель парламента Мариан Лупу был отправлен в отставку голосами 76 депутатов Партии коммунистов Республики Молдова, Либерал-демократической партии Молдовы, Партии социалистов Республики Молдова, некоторыми депутатами-«реформаторами» из Либеральной партии и некоторыми независимыми депутатами. В этот же день исполняющей обязанности председателя парламента стала Лилиана Палихович
30 мая 2013 года Игорь Корман был избран председателем парламента Республики Молдова голосами 58 депутатов Либерал-демократической партии Молдовы и Демократической партии Молдовы, депутатами-«реформаторами» Либеральной партии и некоторыми неприсоединившимися депутатами.
Следующие выборы прошли 30 ноября 2014 года. На них победу одержала ПСРМ, получив 20,51 % голосов и 25 мандатов. Также в парламент прошли: ЛДПМ — 20,16 % голосов и 23 мандата, ПКРМ — 17,48 % голосов и 21 мандат, ДПМ — 15,80 % голосов и 19 мандатов и ЛП — 9,67 % голосов и 13 мандатов.
23 января 2015 года председателем парламента был избран Андриан Канду.
12 февраля 2015 года Юрию Лянкэ не удалось получить вотум доверия на должность премьер-министра.
18 февраля 2015 года Кириллу Габуричу удалось получить вотум доверия на должность премьер-министра, тем самым парламенту удалось избежать досрочных парламентских выборов.
12 июня 2015 года Кирилл Габурич объявил о своей отставке.
30 июля 2015 года Валерию Стрельцу удалось получить вотум доверия на должность премьер-министра, получив поддержку со стороны ЛДПМ, ДПМ и ЛП, тем самым парламенту удалось избежать досрочных парламентских выборов.
29 октября 2015 года Валерий Стрелец был отправлен в отставку голосами ПСРМ, ПКРМ и ДПМ.
21 декабря 2015 года 14 депутатов из фракции ПКРМ объявили о выходе из фракции и о создании Социал-демократической платформы в Парламенте.
20 января 2016 года Павлу Филипу удалось получить вотум доверия на должность премьер-министра, получив поддержку со стороны ДПМ, Социал-демократической платформы, ЛП и 8 депутатов от ЛДПМ, тем самым парламенту удалось избежать досрочных парламентских выборов.
Следующие выборы прошли 24 февраля 2019 года. Впервые выборы проходили по смешанной избирательной системе: согласно этой системе 51 депутат был избран по одномандатным округам и 50 депутатов по национальному округу. На них победу одержала ПСРМ, получив 35 мандатов (17 по одномандатным и 18 по национальному округам). Также в парламент прошли: ДПМ — 30 мандатов (17 по одномандатным и 13 по национальному округам), блок ACUM — 26 мандатов (12 по одномандатным и 14 по национальному округам), ППШ — 7 мандатов (2 по одномандатным и 5 по национальному округам), а также 3 независимых кандидатов по одномандатным округам.
9 марта 2019 года Конституционный суд Республики Молдова утвердил результаты прошедших выборов. В этот же день Конституционный суд Республики Молдова также изменил нумерацию созывов Парламента, тем самым объявив начало нумерации с созыва Парламента, избранного в 1990 году, а Парламент, избранный 24 февраля 2019 года, стал Парламентом X-го созыва. Несмотря на их утверждения парламентское большинство не было сформировано, а руководство Парламента не было избрано вплоть до начала июня.
7 июня 2019 года Конституционный суд Республики Молдова постановил, что мандат Парламента X-го созыва истёк 7 июня 2019 года на основании того, что период для назначения нового Правительства начинается с даты утверждения выборов, что составило 90 дней, несмотря на то, что в Конституции РМ указывается не 90 дней, а 3 месяца.
Несмотря на постановление Конституционного суда Республики Молдова, депутаты из ПСРМ и блока ACUM не признали постановления, обвиняя Конституционный суд Республики Молдова в политическом подчинении, и 8 июня 2019 года эти депутаты приняли решение провести заседание Парламента.
8 июня 2019 года председателем парламента была избрана Зинаида Гречаный. Также были назначены вице-председатели Парламента. В тот же день кандидат на должность премьер-министра Майя Санду получила вотум доверия, тем самым парламенту удалось избежать досрочных парламентских выборов.
Ни один из этих назначений в должности, а также будущие постановления были признаны Конституционным судом Республики Молдова неконституционными.
14 июня 2019 года находившаяся у власти Демократическая партия Молдовы объявила о своём уходе в оппозицию, и правительство, возглавляемое Павлом Филипом, объявило о своей отставке с целью избегания политического кризиса. 15 июня 2019 годаКонституционный суд Республики Молдова пересмотрел и отменил свои решения, принятые с 7 по 9 июня, тем самым признал законным назначение Зинаиды Гречаной на пост председателя Парламента и Майи Санду на пост премьер-министра.
В связи с невозможностью дважды назначить премьер-министра (по причине отклонения кандидатуры и отсутствия кворума), парламент был распущен 28 апреля 2021 года, а Досрочные парламентские выборы были назначены на 11 июля 2021 года.

## Парламент согласно конституции Молдовы

### Признание мандатов депутатов
Конституционный суд Республики Молдова по предложению Центральной избирательной комиссии принимает решение о признании мандатов депутатов или, в случае нарушения законодательства о выборах, о непризнании их.

### Срок полномочий
- Срок полномочий парламента — четыре года. Он может быть продлён органическим законом в случае войны или катастрофы.
- Парламент созывается президентом Республики Молдовы не позднее чем в 30-дневный срок после выборов.
- Парламент исполняет полномочия до законного созыва нового состава парламента. В этот период не могут вноситься изменения в конституцию и не могут быть приняты, изменены или признаны утратившими силу органические законы.
- Законопроекты или законодательные предложения, внесённые в повестку дня парламента предыдущего состава, рассматриваются вновь избранным парламентом.

### Внутренняя организация
- Структура, организация и деятельность парламента определяются регламентом. Источники финансирования парламента предусматриваются в утверждаемом им бюджете.
- Председатель парламента избирается тайным голосованием большинством голосов избранных депутатов на срок полномочий парламента. Он может быть досрочно освобождён от должности тайным голосованием двумя третями голосов депутатов.
- Заместители председателя избираются по представлению председателя парламента по согласованию с парламентскими фракциями.

### Открытость заседаний
- Заседания Парламента являются открытыми.
- Парламент может принять решение о проведении в отдельных случаях закрытых заседаний.

### Основные полномочия
Парламент имеет следующие основные полномочия:
- принимает законы, постановления и резолюции;
- назначает референдумы;
- даёт толкование законов и обеспечивает единство законодательного регулирования на всей территории страны;
- утверждает основные направления внутренней и внешней политики государства;
- утверждает военную доктрину государства;
- осуществляет парламентский контроль за исполнительной властью в формах и пределах, предусмотренных конституцией;
- ратифицирует, денонсирует, приостанавливает действие и аннулирует международные договоры, заключённые Республикой Молдова;
- утверждает государственный бюджет и осуществляет контроль за его исполнением;
- осуществляет контроль за предоставлением государственных займов, экономической и иной помощи другим государствам, за заключением соглашений о государственных займах и кредитах из иностранных источников;
- избирает и назначает государственных должностных лиц в случаях, предусмотренных законом;
- утверждает ордена и медали Республики Молдова;
- объявляет частичную или всеобщую мобилизацию;
- объявляет чрезвычайное, осадное и военное положение;
- организует изучение и заслушивание любых вопросов, касающихся интересов общества;
- приостанавливает деятельность органов местного публичного управления в случаях, предусмотренных законом;
- принимает акты об амнистии;
- осуществляет иные полномочия, установленные Конституцией и законами.

### Сессии
- Парламент созывается на две очередные сессии в году. Первая начинается в феврале и завершается не позднее конца июля. Вторая начинается в сентябре и завершается не позднее конца декабря.
- Парламент созывается и на внеочередные или специальные сессии по требованию Президента Республики Молдова, Председателя Парламента или одной трети депутатов.

## Фракции
Досрочные выборы в Парламент Республики Молдова XI созыва состоялись 11 июля 2021 года.
|                    | Фракция                                               | Председатель партии     | Лидер фракции | Количество депутатов |
| ------------------ | ----------------------------------------------------- | ----------------------- | ------------- | -------------------- |
| Правительство (62) |                                                       |                         |               |                      |
|                    | Фракция партии «Действие и солидарность»              | Игорь Гросу             | Дойна Герман  | 62                   |
| Оппозиция (37)     |                                                       |                         |               |                      |
|                    | Фракция блока коммунистов и социалистов (ПКРМ + ПСРМ) | Владимир Воронин (ПКРМ) | Влад Батрынча | 26 (8+18)            |
| Игорь Додон (ПСРМ) | Фракция блока коммунистов и социалистов (ПКРМ + ПСРМ) |                         | Влад Батрынча | 26 (8+18)            |
| —                  | Неприсоединившиеся                                    | —                       | —             | 12                   |

## Руководство
- Председатель Парламента — Игорь Гросу
- Вице-председатель Парламента — Дойна Герман
- Вице-председатель Парламента — Влад Батрынча

## Парламентские комиссии
На основании статьи 13, части (3) статьи 16 и части (1) статьи 17 Регламента Парламента в Парламенте Республики Молдова созданы Постоянное бюро и следующие комиссии:
Постоянное бюро
- Игорь Гросу (ПДС) — Председатель Парламента
- Дойна Герман (ПДС) — Вице-председатель Парламента
- Влад Батрынча (БКС) — Вице-председатель Парламента
- Лилиан Карп (ПДС)
- Лилиана Николаэску-Онофрей (ПДС)
- Вероника Рошка (ПДС)
- Олеся Стамате (ПДС)
- Раду Мариан (ПДС)
- Владимир Односталко (БКС)
- Корнелий Фуркулицэ (БКС)
- Константин Старыш (БКС)

Комиссия по внешней политике и европейской интеграции
- Председатель — Инна Кошеру (ПДС)
- Вице-председатель — Ион Гроза (ПДС)
- Вице-председатель — Богдан Цырдя (БКС)
- Секретарь — Алина Дандара (ПДС)
- Члены — Дойна Герман (ПДС), Михаил Друцэ (ПДС), Виталий Жакот (ПДС), Влад Батрынча (БКС, Александр Нестеровский (неприсоединившийся)

Комиссия по вопросам права, назначениям и иммунитету
- Председатель — Вероника Рошка (ПДС)
- Вице-председатель — Василий Грэдинару (ПДС)
- Вице-председатель — Раду Мудряк (БКС)
- Секретарь — Игорь Кирияк (ПДС)
- Члены — Олеся Стамате (ПДС), Артемий Кэтэной (ПДС), Борис Попа (ПДС), Роман Рошка (ПДС), Корнелий Фуркулицэ (БКС).

Комиссия по контролю государственных финансов
- Председатель — Татьяна Кунецкая (БКС)
- Вице-председатель — Василий Порцевский (ПДС)
- Секретарь — Михаил Ляху (ПДС)
- Члены — Георгий Кожок (ПДС), Зинаида Гречаный (БКС), Василий Боля (неприсоединившийся), Виктория Казаку (неприсоединившийся).

Комиссия по культуре, образованию, науке, молодежи, спорту и средствам массовой информации
- Председатель — Лилиана Николаэску-Онофрей (ПДС)
- Вице-председатель — Вирджилий Пысларюк (ПДС)
- Вице-председатель — Адела Рэйляну (БКС)
- Секретарь — Марчела Адам (ПДС)
- Члены — Гайк Вартанян (неприсоединившийся), Мария Гонца (ПДС), Пётр Жардан (неприсоединившийся), Диана Караман (БКС), Марчела Нистор (ПДС), Лариса Новак (ПДС), Евгений Синкевич (ПДС).

Комиссия по национальной безопасности, обороне и общественному порядку
- Председатель — Лилиан Карп (ПДС)
- Вице-председатель — Анна Раку (ПДС)
- Секретарь — Константин Старыш (БКС)
- Члены — Адриан Албу (БКС), Фёдор Гагауз (БКС), Андриан Кептонар (ПДС), Борис Маркоч (ПДС), Оазу Нантой (ПДС), Ион Шпак (ПДС)

Комиссия по окружающей среде
- Председатель — Валерий Мудук (БКС)
- Секретарь — Ион Бабич (ПДС)
- Члены — Юлия Даскэлу (ПДС), Мариана Кушнир (ПДС), Мариана Лукрецяну (ПДС), Алла Пилипецкая (БКС), Роман Рошка (ПДС), Эдуард Смирнов (БКС)

Комиссия по правам человека
- Председатель — Григорий Новак (БКС)
- Вице-председатель — Наталья Давидович (ПДС)
- Секретарь — Анжела Мунтяну-Пожога (ПДС)
- Члены — Виталий Гавроук (ПДС), Евгения Кожокарь (ПДС), Николай Русол (БКС)

Комиссия по публичному управлению и региональному развитию
- Председатель — Лариса Волох (ПДС)
- Вице-председатель — Пётр Фрунзе (ПДС)
- Секретарь — Иванна Коксал (БКС)
- Члены — Ефимия Бандалак (ПДС), Владимир Воронин (БКС), Виталий Жакот (ПДС), Ерсилия Катрави (ПДС), Марина Таубер (неприсоединившийся), Ирина Лозован (неприсоединившийся)

Комиссия по сельскому хозяйству и пищевой промышленности
- Председатель — Александр Трубка (ПДС)
- Вице-председатель — Раду Мудряк (БКС)
- Секретарь — Виорел Барда (ПДС)
- Члены — Олег Канацуй (ПДС), Корнелий Фуркулицэ (БКС), Георгий Иким (ПДС), Кирилл Татарлы (БКС)

Комиссия по социальной защите, здравоохранению и семье
- Председатель —
- Вице-председатель — Лилиана Гросу (ПДС)
- Вице-председатель — Адриан Белый (ПДС)
- Вице-председатель — Владимир Односталко (БКС)
- Секретарь — Мария Панку (ПДС)
- Члены — Алла Дарованная (БКС), Лилиана Гросу (ПДС), Дориан Истратий (ПДС), Вячеслав Нигай (неприсоединившийся), Анна Оглинда (ПДС), Регина Апостолова (неприсоединившийся)

Комиссия по экономике, бюджету и финансам
- Председатель — Раду Мариан (ПДС)
- Вице-председатель — Пётр Бурдужа (БКС)
- Вице-председатель — Валентина Маник (ПДС)
- Секретарь — Сергей Лазаренку (ПДС)
- Члены — Марина Морозова (ПДС), Олег Рейдман (БКС), Инга Сибова (БКС), Вадим Фотеску (неприсоединившийся), Василий Шоймару (ПДС), Виктор Спыну (ПДС)

## Созывы парламента

### Парламент II созыва (1994—1998)
| 56   | 28  | 11  | 9       |
| АДПМ | СПМ | БКИ | ИбАХДНФ |
| ---- | --- | --- | ------- |

### Парламент III созыва (1998—2001)
| 40   | 26    | 24    | 11   |
| ПКРМ | ИбДКМ | ИбДПМ | ПДСМ |
| ---- | ----- | ----- | ---- |

### Парламент IV созыва (2001—2005)
| 71   | 19             | 11    |
| ПКРМ | Альянс Брагиша | ХДНПМ |
| ---- | -------------- | ----- |

### Парламент V созыва (2005—2009)
| 56   | 23  | 11    | 8   | 3    |
| ПКРМ | АНМ | ХДНПМ | ДПМ | СЛПМ |
| ---- | --- | ----- | --- | ---- |

- К концу 2008:

| 56   | 16  | 12                 | 10  | 7     |
| ПКРМ | АНМ | Неприсоединившиеся | ДПМ | ХДНПМ |
| ---- | --- | ------------------ | --- | ----- |

### Парламент VI созыва (апрель—июль 2009)
| 60   | 15  | 15   | 11  |
| ПКРМ | ЛПМ | ЛДПМ | АНМ |
| ---- | --- | ---- | --- |

### Парламент VII созыва (2009—2010)
| 48   | 18   | 15  | 13  | 7   |
| ПКРМ | ЛДПМ | ЛПМ | ДПМ | АНМ |
| ---- | ---- | --- | --- | --- |

- На 2010:

| 43   | 18   | 15  | 13  | 7                  | 5   |
| ПКРМ | ЛДПМ | ЛПМ | ДПМ | Неприсоединившиеся | АНМ |
| ---- | ---- | --- | --- | ------------------ | --- |

### Парламент VIII созыва (2010—2014)
| 42   | 32   | 15  | 12  |
| ПКРМ | ЛДПМ | ДПМ | ЛПМ |
| ---- | ---- | --- | --- |

- На 2011:

| 39   | 31   | 15  | 12  | 4                  |
| ПКРМ | ЛДПМ | ДПМ | ЛПМ | Неприсоединившиеся |
| ---- | ---- | --- | --- | ------------------ |

- На 2012:

| 34   | 31   | 15  | 12  | 9                  |
| ПКРМ | ЛДПМ | ДПМ | ЛПМ | Неприсоединившиеся |
| ---- | ---- | --- | --- | ------------------ |

- На 2013:

| 34   | 31   | 16  | 8                  | 7    | 5   |
| ПКРМ | ЛДПМ | ДПМ | Неприсоединившиеся | ЛРПМ | ЛПМ |
| ---- | ---- | --- | ------------------ | ---- | --- |

- На 2014:[13]

| 33   | 30   | 15  | 11                 | 7    | 5   |
| ПКРМ | ЛДПМ | ДПМ | Неприсоединившиеся | ЛРПМ | ЛПМ |
| ---- | ---- | --- | ------------------ | ---- | --- |

### Парламент IX созыва (2014—2019)
| 25   | 23   | 21   | 19  | 13  |
| ПСРМ | ЛДПМ | ПКРМ | ДПМ | ЛПМ |
| ---- | ---- | ---- | --- | --- |

- На декабрь 2014:

| 25   | 23   | 20   | 19  | 13  | 1                  |
| ПСРМ | ЛДПМ | ПКРМ | ДПМ | ЛПМ | Неприсоединившиеся |
| ---- | ---- | ---- | --- | --- | ------------------ |

- На 2015:

| 24   | 21   | 19   | 19  | 13  | 5                  |
| ПСРМ | ПКРМ | ЛДПМ | ДПМ | ЛПМ | Неприсоединившиеся |
| ---- | ---- | ---- | --- | --- | ------------------ |

- На 21 декабря 2015:

| 24   | 19  | 19   | 19                 | 13  | 7    |
| ПСРМ | ДПМ | ЛДПМ | Неприсоединившиеся | ЛПМ | ПКРМ |
| ---- | --- | ---- | ------------------ | --- | ---- |

- На 2016:

| 26                 | 24   | 19  | 13  | 12   | 7    |
| Неприсоединившиеся | ПСРМ | ДПМ | ЛПМ | ЛДПМ | ПКРМ |
| ------------------ | ---- | --- | --- | ---- | ---- |

- На 2017:

| 41  | 24   | 13                 | 11  | 7    | 5    |
| ДПМ | ПСРМ | Неприсоединившиеся | ЛПМ | ПКРМ | ЛДПМ |
| --- | ---- | ------------------ | --- | ---- | ---- |

- На 2018:

| 42  | 24   | 15                        | 9   | 6    | 5    |
| ДПМ | ПСРМ | Неприсоединившиеся (ЕНПМ) | ЛПМ | ПКРМ | ЛДПМ |
| --- | ---- | ------------------------- | --- | ---- | ---- |

### Парламент X созыва (2019—2021)
| 35   | 30  | 14  | 12    | 7   | 1    | 2           |
| ПСРМ | ДПМ | ПДС | ПППДП | ППШ | НПРМ | Независимые |
| ---- | --- | --- | ----- | --- | ---- | ----------- |

- На декабрь 2019:

| 36   | 30  | 14  | 11    | 7   | 1    | 1   | 1           |
| ПСРМ | ДПМ | ПДС | ПППДП | ППШ | НПРМ | ПНЕ | Независимые |
| ---- | --- | --- | ----- | --- | ---- | --- | ----------- |

- На март 2020:

| 37   | 22  | 14  | 11    | 7   | 7           | 1    | 1   | 1           |
| ПСРМ | ДПМ | ПДС | ПППДП | ППШ | Про-Молдова | НПРМ | ПНЕ | Независимые |
| ---- | --- | --- | ----- | --- | ----------- | ---- | --- | ----------- |

- На май 2020[14][15]:

| 37   | 15  | 15  | 12          | 11    | 9   | 1    | 1   |
| ПСРМ | ДПМ | ПДС | Про-Молдова | ПППДП | ППШ | НПРМ | ПНЕ |
| ---- | --- | --- | ----------- | ----- | --- | ---- | --- |

- На июнь 2020[16][17][18]:

| 36   | 15  | 15          | 13  | 11    | 9   | 1    | 1   |
| ПСРМ | ПДС | Про-Молдова | ДПМ | ПППДП | ППШ | НПРМ | ПНЕ |
| ---- | --- | ----------- | --- | ----- | --- | ---- | --- |

- На июль 2020[19][20]:

| 37   | 15  | 14          | 13  | 11    | 9   | 1    | 1   |
| ПСРМ | ПДС | Про-Молдова | ДПМ | ПППДП | ППШ | НПРМ | ПНЕ |
| ---- | --- | ----------- | --- | ----- | --- | ---- | --- |

- На декабрь 2020[21]:

| 37   | 15  | 14                 | 11  | 11    | 9   | 3           | 1           |
| ПСРМ | ПДС | Неприсоединившиеся | ДПМ | ПППДП | ППШ | Про-Молдова | Независимые |
| ---- | --- | ------------------ | --- | ----- | --- | ----------- | ----------- |

- На декабрь 2020[21]:

| 37   | 15  | 11  | 11    | 10                 | 9   | 7           | 1           |
| ПСРМ | ПДС | ДПМ | ПППДП | Неприсоединившиеся | ППШ | Про-Молдова | Независимые |
| ---- | --- | --- | ----- | ------------------ | --- | ----------- | ----------- |

### Парламент XI созыва (2021—2025)
- На июль 2021[22]:

| 63  | 10 + 22     | 6   |
| ПДС | ПКРМ + ПСРМ | ППШ |
| --- | ----------- | --- |

- На 15 декабря 2022[23]:

| 63  | 10 + 21     | 6   | 1    |
| ПДС | ПКРМ + ПСРМ | ППШ | Нез. |
| --- | ----------- | --- | ---- |

- На март 2023:

| 63  | 10 + 19     | 6   | 3    |
| ПДС | ПКРМ + ПСРМ | ППШ | Нез. |
| --- | ----------- | --- | ---- |

- На май 2023[24]:

| 63  | 10 + 17     | 6   | 5    |
| ПДС | ПКРМ + ПСРМ | ППШ | Нез. |
| --- | ----------- | --- | ---- |

- На август 2025[25]:

| 61  | 8 + 18      | 4 + 5 | 5    | 1   |
| ПДС | ПКРМ + ПСРМ | БП    | Нез. | НАД |
| --- | ----------- | ----- | ---- | --- |